# Armijski odjel A
Armijski odjel A (njem. Armeeabteilung A) je bila vojna formacija njemačke vojske u Prvom svjetskom ratu. Tijekom Prvog svjetskog rata djelovala je na Zapadnom bojištu.

## Povijest
Armijski odjel Falkenhausen formiran je 17. rujna 1914. od dijelova 6. armije koji se nakon Prve bitke na Marni nisu premjestili na sjever, već su ostali u Loreni. Njegovim prvim zapovjednikom postao je general pješaštva Ludwig von Falkenhausen, dotadašnji zapovjednik Ersatzkog korpusa oko čijih jedinica je odjel i formiran.

Armijski odjel Falkenhausen je 15. travnja 1916. preimenovan u Armijski odjel A kada je njegovim zapovjednikom postao general pješaštva Karl Ludwig d'Elsa. Navedeno ime odjel, koji je držao položaje na južnom dijelu Zapadnog bojišta, zadržao je sve do kraja rata.
U siječnju 1917. d'Elsu je na mjestu zapovjednika odjela zamijenio general pješaštva Bruno von Mudra koji je odjelom zapovijedao lipnja 1918. kada ga je na mjestu zapovjednika zamijenio general pješaštva Johannes von Eben. Armijski odjel A rasformiran je 23. prosinca 1918. godine.

## Zapovjednici
Ludwig von Falkenhausen (17. rujna 1914. – 15. travnja 1916.)

Karl Ludwig d'Elsa (15. travnja 1916. – 2. siječnja 1917.)

Bruno von Mudra (2. siječnja 1917. – 18. lipnja 1918.)

Johannes von Eben (18. lipnja 1918. – 23. prosinca 1918.)

## Načelnici stožera
Georg Weidner (15. rujna 1914. – 14. studenog 1916.)
Hans von Eulitz (14. studenog 1916. – 28. prosinca 1916.)
Robert von Klüber (28. prosinca 1916. – 12. travnja 1917.)
Friedrich von Esebeck (12. travnja 1917. – 17. lipnja 1918.)
Bernhard Bronsart von Schellendorff (17. lipnja 1918. – 22. lipnja 1918.)
Robert von Klüber (22. lipnja 1918. – 12. listopada 1918.)
Richard von Pawelsz (12. listopada 1918. – 9. studenog 1918.)
Martin von Oldershausen (9. studenog 1918. – 23. prosinca 1918.)

## Vojni raspored Armijskog odjela Falkenhausen u prosincu 1914.
Zapovjednik: general pješaštva Ludwig von Falkenhausen

Načelnik stožera: pukovnik Georg Weidner

- Ersatzki korpus (genpj. Ludwig von Falkenhausen)
  - 10. ersatzka divizija (gen. Gayl)
  - Gardijska ersatzka divizija (gen. Twardowski)
  - 8. ersatzka divizija (gen. H. Kosch)
  - 1. bavarska landverska divizija (gen. Fischer)
  - 19. ersatzka divizija (gen. Schmundt)

- XV. pričuvni korpus (genpj. Magnus von Eberhardt)
  - 30. pričuvna divizija (gen. Knoerzer)
  - 39. pričuvna divizija (gen. Gynz-Rekowski)

## Vojni raspored Armijskog odjela A krajem kolovoza 1916.
Zapovjednik: general pješaštva Karl Ludwig d'Elsa

Načelnik stožera: pukovnik Georg Weidner

- XV. pričuvni korpus (genpj. Magnus von Eberhardt)
  - 30. pričuvna divizija (gen. Knoerzer)
  - 39. bavarska pričuvna divizija (gen. Gruber)

- Pod neposrednim zapovjedništvom
  - 13. landverska divizija (gen. Balck)
  - 1. bavarska landverska divizija (gen. Eder)
  - 19. ersatzka divizija (gen. Tettenborn)Bruno von Mudra, zapovjednik Armijskog odjela A od siječnja 1917.

## Vojni raspored Armijskog odjela A u ožujku 1917.
Zapovjednik: general pješaštva Bruno von Mudra

Načelnik stožera: bojnik Robert von Klüber

- LXV. korpus (genpor. Eberhard von Schmettow)
  - 21. pričuvna divizija (gen. Briese)
  - 206. pješačka divizija (gen. O. Etzel)

- LXIII. korpus (genpj. Albert von Schoch)
  - 1. bavarska landverska divizija (gen. Eder)
  - 3. gardijska divizija (gen. Lindequist)

- LIX. korpus (genpor. Hermann Brecht)
  - 210. pješačka divizija (gen. Groddeck)
  - 7. landverska divizija (gen. Wencher)

- Grupa Metz
  - 255. pješačka divizija (gen. A. Müller)

- Pričuva
  - 242. pješačka divizija (gen. Erpf)

## Vojni raspored Armijskog odjela A u lipnju 1917.
Zapovjednik: general pješaštva Bruno von Mudra

Načelnik stožera: bojnik Friedrich von Esebeck

- XV. bavarski pričuvni korpus (gentop. Maximilian von Höhn)
  - 30. bavarska pričuvna divizija (gen. Beeg)
  - 9. bavarska pričuvna divizija (gen. Clauss)

- LXIII. korpus (genpj. Albert von Schoch)
  - 1. bavarska landverska divizija (gen. Eder)
  - 33. pričuvna divizija (gen. von der Becke)

- LIX. korpus (genpor. Hermann Brecht)
  - 219. pješačka divizija (gen. Kotsch)
  - 6. konjička divizija (gen. Saenger)

- Grupa Metz
  - 44. landverska divizija (gen. Krause)
  - 255. pješačka divizija (gen. A. Müller)

- Pričuva
  - 206. pješačka divizija (gen. O. Etzel)
  - 204. pješačka divizija (gen. Stein)
  - 7. pješačka divizija (gen. von der Esch)

## Vojni raspored Armijskog odjela A krajem listopada 1918.
Zapovjednik: general pješaštva Johannes von Eben

Načelnik stožera: potpukovnik Richard von Pawelsz

- LIX. korpus (genpor. Erich von Redern)
  - 96. pješačka divizija (gen. von der Decken)
  - 21. landverska divizija (gen. Rittberg)
  - 75. pričuvna divizija (gen. Eisenhart-Rothe)

- VII. korpus (genpor. Wilhelm von Woyna)Johannes von Eben, posljednji zapovjednik Armijskog odjela A
  - 301. pješačka divizija (gen. Wurmb)

- XV. bavarski pričuvni korpus (genpor. Paul von Kneussl)
  - 39. bavarska pričuvna divizija (gen. Reck)

- IX. korpus (Austro-Ugarska) (podmrš. Josef Schneider)
  - 37. pješačka divizija (Austro-Ugarska) (gen. Breit)
  - 4. landverska divizija (gen. Berlet)

## Vanjske poveznice
(eng.) Armijski odjel A na stranici Prussian Machine.com

(njem.) Armijski odjel A na stranici Deutschland14-18.de  Arhivirana inačica izvorne stranice od 23. rujna 2015. (Wayback Machine)

(njem.) Armijski odjel A na stranici Wiki-de.genealogy.net